# Pieria (regione)

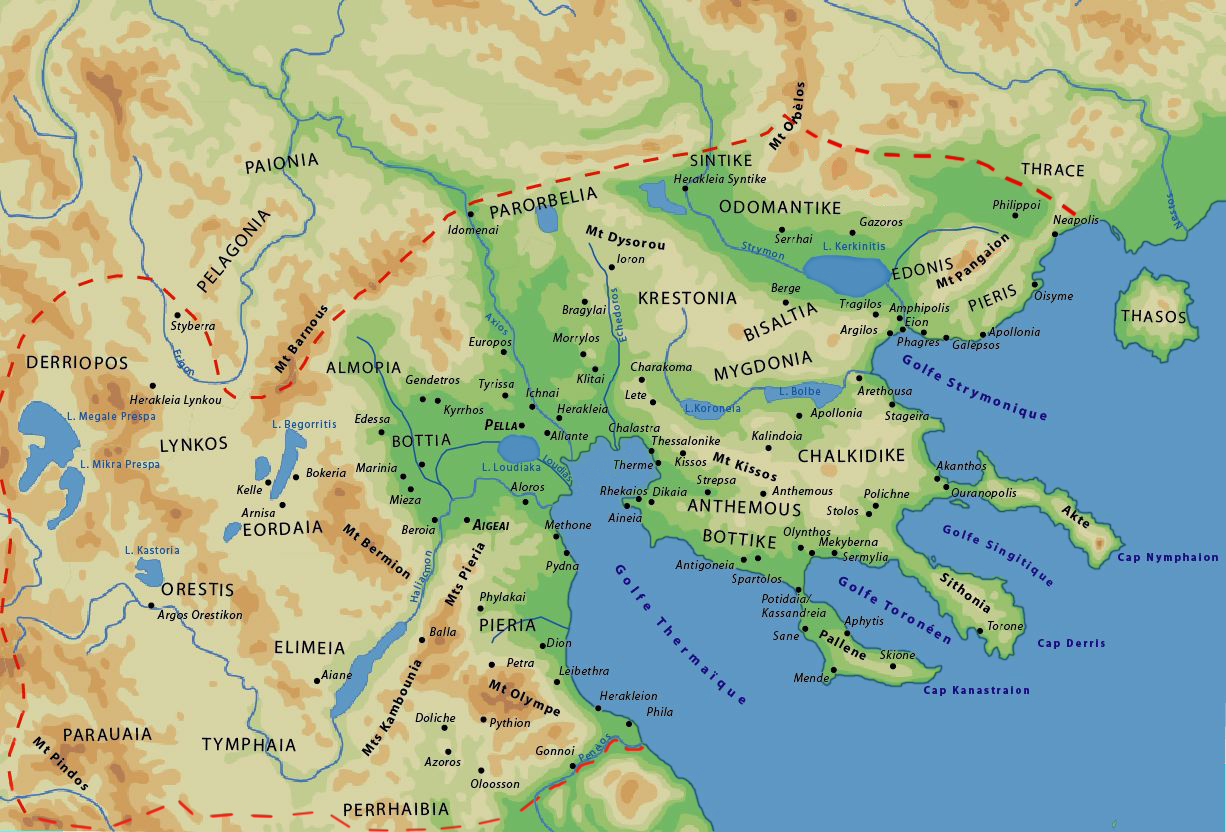
Pieria

La Pieria  (in greco antico: Πιερία?) è un'antica regione della Macedonia meridionale che si estendeva lungo le coste del golfo di Salonicco tra la Bottia a nord e la Tessaglia a sud.

## Geografia
Il territorio, prevalentemente pianeggiante, era delimitato dai fiumi Aliacmone a nord e Peneo a sud e dai Monti della Pieria e dal monte Olimpo rispettivamente a nord-ovest e sud-ovest.
Le principali città si trovavano lungo la costa dell'Egeo:
- Metone;
- Pidna;
- Katerini
- Dion;
- Libetra;
- Herakleion;
- Fila.

Nella parte più interna si trovavano:
- Balla:
- Phylace
- Petra

## Mitologia
Secondo la mitologia greca, nella Pieria erano state generate le Muse. Qui, nel villaggio di Pimpleia, presso Dion, la musa Calliope diede alla luce Orfeo.

## Storia
In epoca arcaica la zona era abitata da una tribù tracia chiamata appunto Pierii. Questi furono scacciati dai macedoni nel VII secolo a.C. ed andarono a stabilirsi in una regione costiera della Tracia a est dello Strimone presso il Pangeo, che venne chiamata Pieria di Tracia.
Successivamente nella regione si insediarono alcune colonie greche fra cui la più grande fu Metone (appartenente alla Lega di Delo) e Pidna.
Nel IV secolo a.C. la regione fu conquistata da Filippo II ed entrò a far parte del Regno di Macedonia.
Nel II secolo a.C., alla conclusione della terza guerra macedonica la regione cadde sotto l'egemonia divenne romana e nel 146 a.C. entrò a far parte della provincia di Macedonia.
Nel 293 d.C. con la riforma di Diocleziano, la regione passo sotto il controllo della diocesi delle Mesia e nel 476 d.C. alla caduta dell'impero romano, divenne parte dell'impero Bizantino.